# Синдром Велленса
Синдром Велленса є електрокардіографічним проявом критичного стенозу проксимальної ділянки передньої низхідної лівої коронарної артерії (LAD) у людей з нестабільною стенокардією. Спочатку вважався двома окремими типами, А і В, тепер він вважається формою хвилі, що розвивається, спочатку двофазною інверсією зубця Т, а згодом стає симетричною, часто глибокою (>2 мм), інверсією зубця Т у передніх прекордіальних відведеннях. 
Вперше описаний Hein JJ Wellens та його колегами в 1982 році в підгрупі людей з нестабільною стенокардією   у 18% пацієнтів у початковому дослідженні. Наступне проспективне дослідження виявило цей синдром у 14% пацієнтів під час звернення та у 60% пацієнтів протягом перших 24 годин після звернення. 
Наявність синдрому Велленса має важливе діагностичне та прогностичне значення. В дослідженні De Zwann усі пацієнти з характерними ознаками мали понад 50% стеноз лівої передньої низхідної артерії (середнє - 85% стеноз) з повною або майже повною оклюзією у 59%. У дослідженні Велленса 75% пацієнтів із типовими проявами синдрому мали передній інфаркт міокарда. 
Було встановлено, що чутливість і специфічність для значного (більше або дорівнює 70%) стенозу артерії LAD становили 69% і 89%, відповідно, з позитивною прогностичною цінністю 86%. 
Симптом Велленса також розглядається як рідкісний прояв кардіоміопатії Такоцубо або стресової кардіоміопатії.

## Діагностика
Діагностика проводиться за допомогою наступних ознак:
- Прогресуюча симетрична глибока інверсія зубця Т у відведеннях V2 і V3
- Нахил інвертованих зубців Т зазвичай становить 60°-90°
- Незначне або відсутність підвищення серцевого маркера
- Дискретний підйом сегмента ST або його відсутність
- Відсутність втрати прекардіальних зубців R.

Коронарна ангіограма з відео зліва, що демонструє щільний, критичний (95%) стеноз проксимальної LAD у пацієнта, який мав синдром Велленса; відео справа показує того самого пацієнта після реперфузії.
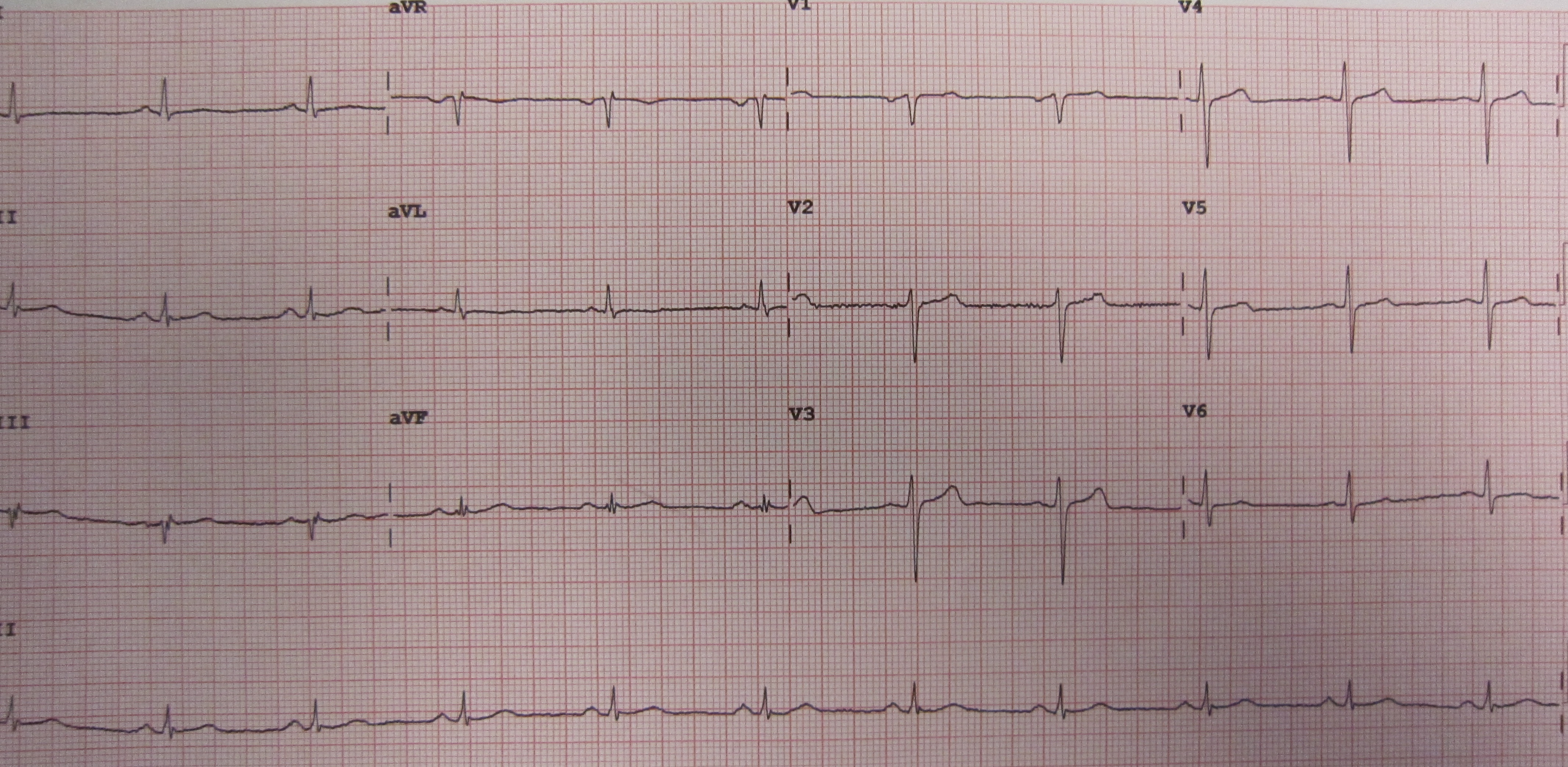
ЕКГ/ЕКГ у людини з синдромом Велленса, коли відчувається біль у грудях
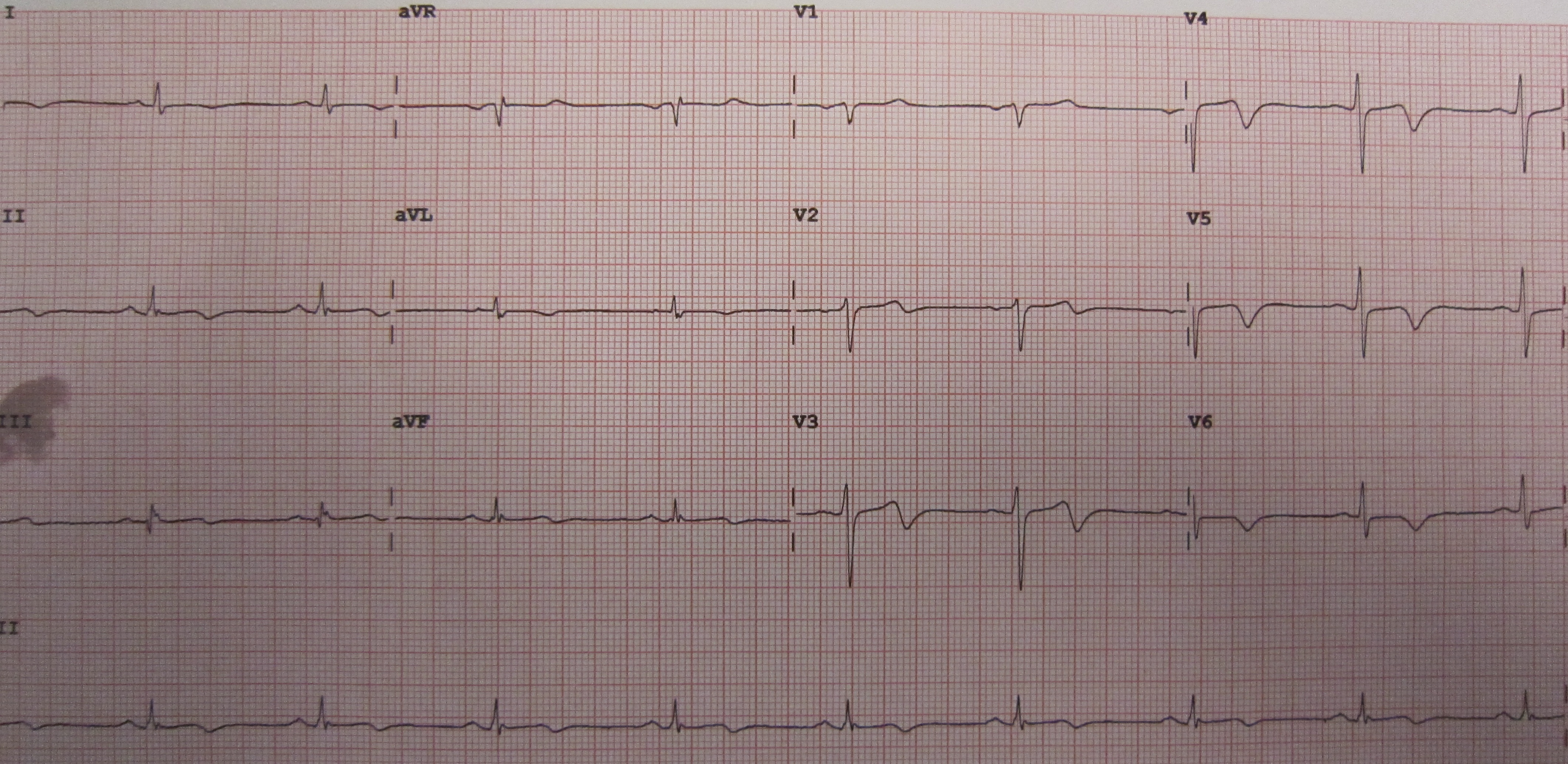
ЕКГ/ЕКГ тієї самої людини, коли біль відсутній, зверніть увагу на двофазні зубці Т у відведеннях V2 і V3